# Вернер фон Сименс
Вернер фон Сименс (Ленте, 13. децембар 1816 — Берлин, 6. децембар 1892) успоставио је прву велику европску телеграфску линију између Франкфурта и Берлина (1848/49), конструисао прву динамо машину (1866) и произвео прву електричну локомотиву (1879). Сименсово име је усвојено као SI јединица за специфичну електричну проводљивост, сименс.